# Förvällning

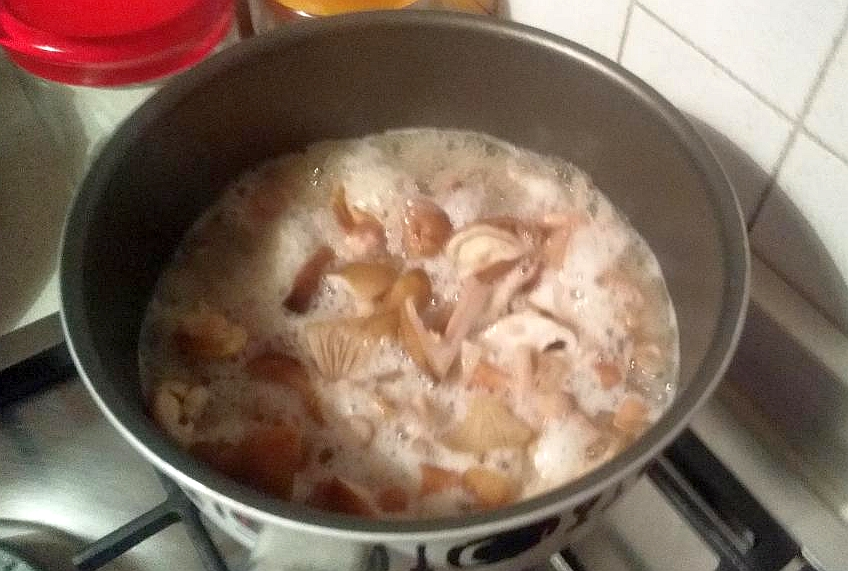
Förvällning av honungsskivling.

Förvällning är en matberedningsmetod där matvaran kokas upp i (lätt saltat) vatten i några (ca. 3–10) minuter.
Grönsaker förvälls ofta i vatten innan de fryses in. Genom förvällningen förhindrar man att enzymerna förändrar smaken och att grönsakerna blir missfärgade.
En del matsvampar, till exempel stenmurkla, är giftiga om de inte förvällts. För dem gäller att de måste förvällas innan de äts eller tillreds, eventuellt flera gånger, och ibland under längre tid. Kokvattnet är giftigt och måste hällas bort. Också ångan kan vara giftig, varför man bör tillse tillräcklig ventilation. Livsmedelsverket avråder från att äta stenmurkla oavsett tillagningsmetod på grund av såväl akut förgiftningsrisk som negativa hälsoeffekter på sikt.